# Голдберг, Элиэзер
Элиэзер Голдберг (ивр. אליעזר גולדברג‎; 24 мая 1931, Иерусалим, подмандатная Палестина — 12 марта 2022) — израильский юрист, бывший судья Верховного суда Израиля (1984—1989) и бывший Государственный контролёр.

## Биография
Элиэзер Голдберг родился 24 мая 1931 года в Иерусалиме на территории Британской Палестины. В 1949 году Элиэзер окончил гимназию «Рехавия». В период с 1952 по 1956 год обучался на юридическом факультете Иерусалимского университета.
С 1957 года работал в нескольких юридических конторах, а в 1964 году перешёл на работу в транспортный суд. В 1974 году он получил должность в окружном суде Иерусалима, а в мае 1982 года он стал вице-председателем этого суда.
В период с 1983 года Голдберг получил должность исполняющего обязанности судьи в Высшем суде Израиля, а в 1984 году он стал судьёй Верховного суда.
В 1998 году кнессет избрал Элиэзера Голдберга Государственным контролёром Израиля, после окончания срока его полномочий следующим госконтролёром был избран Миха Линденштраус.